# Evil Never Dies (Toxic Holocaust)
| Recensione   | Giudizio |
| ------------ | -------- |
| AllMusic     |          |
| Blabbermouth |          |

Evil Never Dies è l'album di debutto della band Thrash metal statunitense Toxic Holocaust. È stato pubblicato per una seconda volta nel 2010 insieme al secondo album Hell on Hearth. L'album ha ricevuto recensioni per lo più positive.

## Tracce
1. Evil Never Dies – 1:20
2. War Is Hell – 3:23
3. Enemy of Jesus – 2:54
4. Damned to Fire – 2:03
5. Exxxecutioner – 3:16
6. 666 – 2:08
7. Summon the Beast – 4:28
8. Demise – 1:38
9. Warfare – 1:44
10. Dead to the World – 2:43
11. Fallout – 3:18
12. Atomik Destruktor – 3:16

## Formazione
- Joel Grind - voce, chitarra, basso, batteria